# Расщепление нёба
Расще́лина нёба, или палатосхизис (palatoschisis),— разрыв, расщелина в средней части нёба, возникающая вследствие незаращения двух половин нёба или двух отростков верхней челюсти в период эмбрионального развития. Также возможно приобретённое расщепление нёба в результате опухолевого, инфекционного процессов или физического повреждения. Может быть поражена лишь часть нёба (например, только мягкое нёбо или язычок нёба), или же расщелина может проходить по всей длине, сочетаясь с билатеральными расщелинами в передней части верхней челюсти.

## Классификация
Различают четыре формы:
- незаращение мягкого нёба;
- незаращение мягкого и части твёрдого нёба;
- полное одностороннее незаращение мягкого и твёрдого нёба;
- полное двухстороннее незаращение.

## Этиология

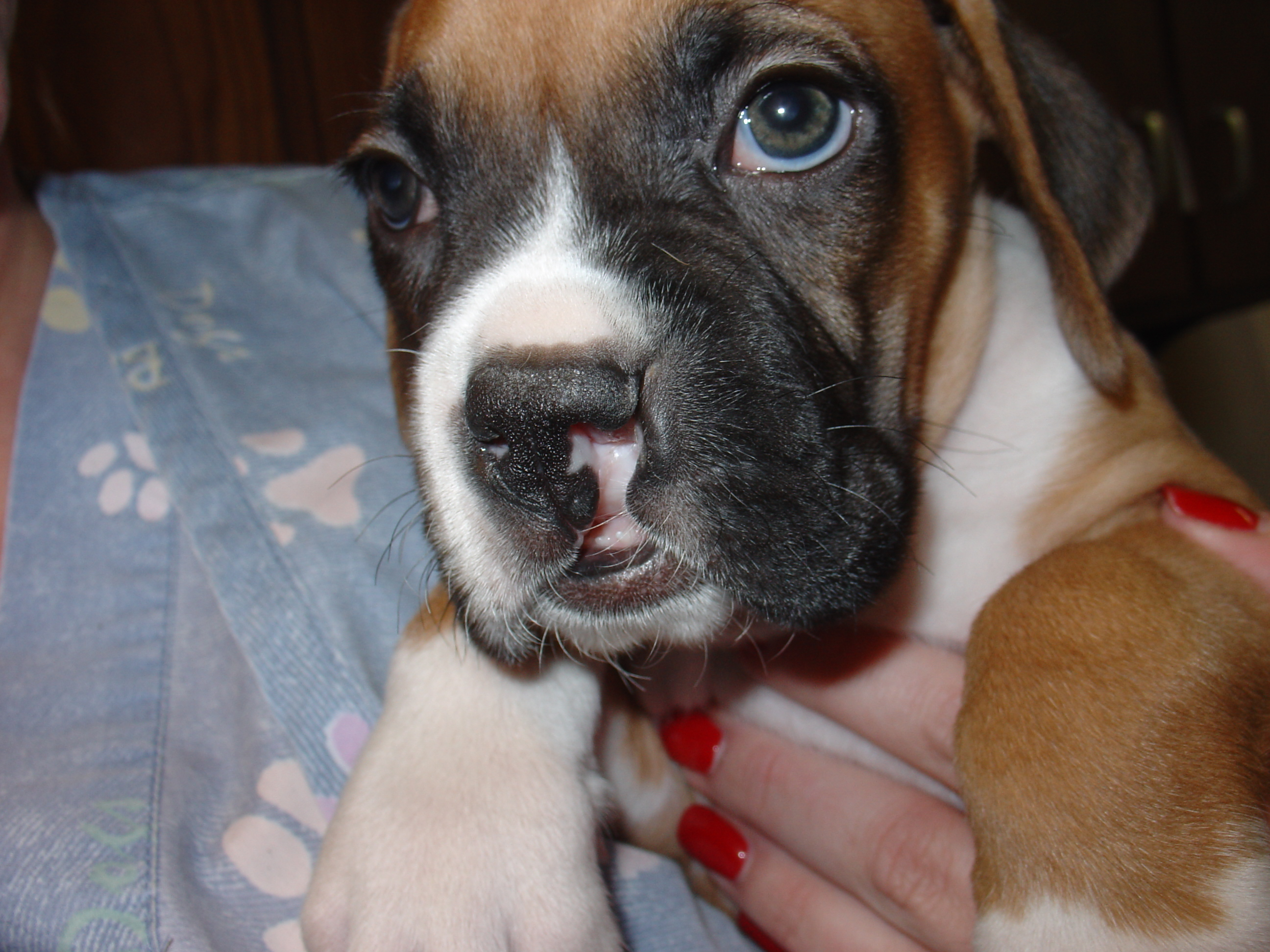
Незаращение верхней губы у собаки

Данная патология встречается у одного из 2500 новорождённых. Она бывает двусторонней или односторонней.
В большинстве случаев причина этого нарушения развития неизвестна. Расщелина верхней губы (хейлосхизис) и нёба возникает в первые два месяца беременности, когда формируются челюстно-лицевые органы.
Факторы, способствующие возникновению такой анатомической особенности, можно разделить на несколько групп:
- Генетические предпосылки.
- Расщепление нёба и губы в комплексе более сложного синдрома. Ряд комплексных заболеваний могут иметь в составе особенностей типичной клинической картины варианты расщепления губы и/или нёба, например: синдром Ван дер Вуда[англ.], синдром Стиклера, синдром Робена, синдром Лойса — Дитца[англ.].
- Средовые воздействия пренатального периода: гипоксия на ранних сроках (в том числе являющаяся следствием материнского курения, употребления алкоголя, а также использования определённых препаратов против артериальной гипертензии). Также риск появления такой аномалии может повысить подверженность организма матери воздействию пестицидов, несбалансированный рацион питания, противосудорожные препараты, соединения натрия, воздействие свинца.

Среди прочего является часто встречающейся разновидностью фетального алкогольного синдрома.

## Лечение
Впервые хирургическую операцию расщелины мягкого нёба провёл два века назад[когда?] во Франции врач-дантист. В арсенале сегодняшней медицины несколько методик пластической операции по исправлению челюстно-лицевых пороков. Наиболее эффективной считается хейлопластика — коррекция верхней губы, и уранопластика — коррекция нёба. Хирургические операции делаются, как правило, поэтапно, в зависимости от степени патологии: в одних случаях, чтобы достичь лучшего результата, достаточно 2−3 вмешательства, в других — 5−7 и более.
Специалисты расходятся во мнении, в каком возрасте проводить уранопластику и хейлопластику: одни врачи предпочитают делать операцию в 3−6 месяцев, другие — в более поздние сроки.

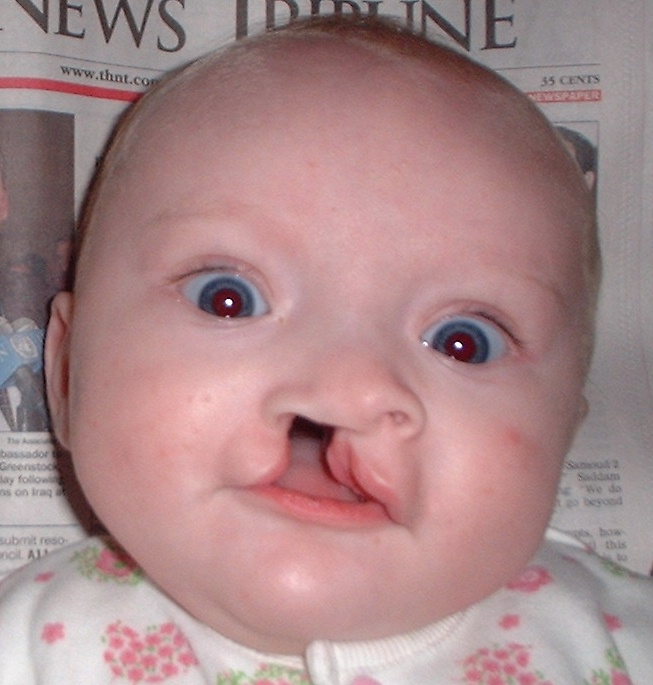
Правостороннее расщепление губы и нёба до лечения. Возраст 5 месяцев.
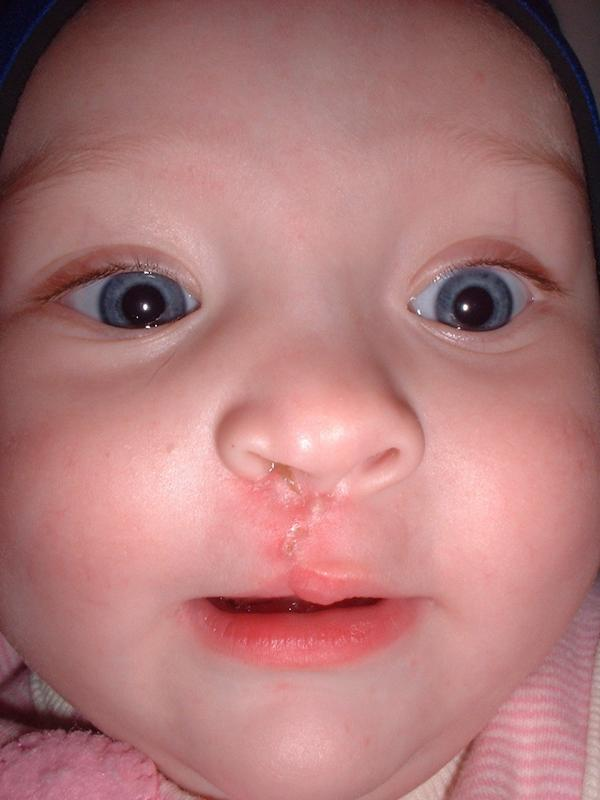
Правостороннее расщепление губы и нёба после лечения. Возраст 10 месяцев.
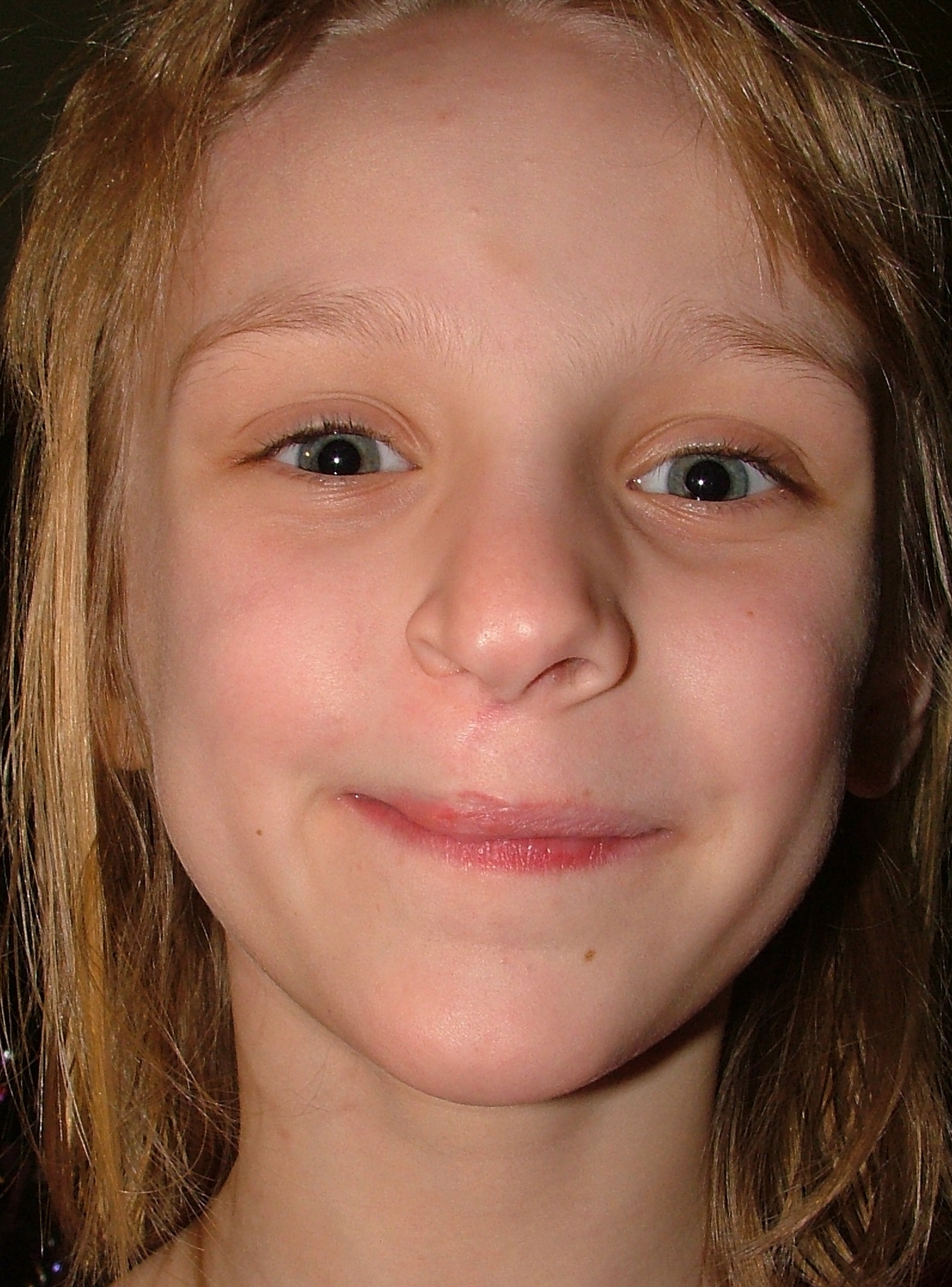
Правостороннее расщепление губы и нёба после лечения. Возраст 8 лет.